# Michele Stefano de Rossi
Michele Stefano de Rossi (Roma, 30 de Outubro de 1834 — Rocca di Papa, 23 de Outubro de 1898) foi um geofísico italiano que se notabilizou no campo da sismologia. Foi pioneiro no desenvolvimento de uma escala para avaliar a intensidade dos sismos, a qual deu origem à escala Rossi-Forel e está na base da actual escala de Mercalli e suas variantes e modificações.

## Biografia
Nascido em Roma no seio de uma família aristocrática, os condes de Rossi, estudou no Collegio Romano, um colégio jesuíta de Roma antecessor da actual Pontifícia Universidade Gregoriana, e depois na Università degli Studi di Roma "La Sapienza" (Universidade de Roma), onde se formou em Direito no ano de 1855.
Iniciou-se na área da ciência colaborando com o seu irmão, o arqueólogo Giovanni Battista de Rossi, na elaboração e publicação de levantamentos cartográficos e topográficos das estruturas subterrâneas de Roma (as catacumbas romanas) ligadas à presença dos primeiros cristãos naquela cidade.
Essa colaboração levou-o a estudar topografia, geometria e matemática, ciências a que teve de recorrer para a elaboração das plantas das catacumbas e para calcular a sua profundidade, nivelamento e dimensões. Esses cálculos requereram a solução de problemas topográficos complexos e a obtenção de instrumentação específica. Com esses objectivos, Rossi concebeu e construiu um instrumento a que deu o nome de Macchina icnografica ed ortografica, o qual foi premiado na Great London Exposition de 1862 e na Exposição Universal de Paris (1867).
Tendo ganho o gosto pela investigação científica, entre 1866 e 1871 dedicou-se ao estudo da paleontologia, conduzindo campanhas de investigação na região de Roma e na áreas vulcânicas do Lácio.
O seu interesse pela geofísica parece ter surgido no ano de 1868, quando publicou na Gazzetta di Genova uma carta relativa ao sismo ocorrido em Junho daquele ano nos Alpes e no noroeste da Península Itálica (de Altorf a Siena) e que fora sentido em diversas localidades do Lácio, inclusive por ele em Castelgandolfo. Naquela carta expunha já uma primeira proposta de organização de uma rede de observatórios sismográficos que permitisse recolher a informação necessária para determinar a frequência de ocorrência dos sismos, a sua intensidade, velocidade e forma de propagação. Naquela carta escreveu:
Os pequenos sismos passam quase sempre despercebidos, porque com frequência ocorrem durante a noite, raramente sendo objecto de notícia, e ainda mais raramente são objecto de observação por estudiosos do assunto. Facilmente se concebe quão profícuo seria para a Ciência o confronto dos registos de múltiplos instrumentos sismográficos espalhados por todo o Mundo, que registassem fielmente cada movimento da crusta terrestre, a sua intensidade, duração e direcção.
O interesse de Rossi pela geofísica, e em particular pela sismologia consolidou-se com o estudo da erupção vulcânica do Vesúvio em Maio de 1872, os terramotos do Lácio de Janeiro de 1873 e, sobretudo com as crises sísmica de 12 de Março  e de 29 de Junho daquele ano, respectivamente em Camerino e Belluno. Esse interesse levou a que se empenhasse no estudo daqueles sismos e a recolher um conjunto alargado de notícias e observações que publicou no ano imediato, acompanhada de uma memória em que apresentou a sua primeira versão de uma escala de intensidade sísmica.
Reunindo incessantemente informação sobre os sismos sentidos em Itália e no Mundo iniciou em 1873 uma rede de observatórios e de correspondentes, equipados com os seus próprios instrumentos de registo, os primeiros sismógrafos concebidos com os modernos critérios de precisão e de fiabilidade dos registos, que depois de desenhados por si eram cuidadosamente construídos e testados. As observações reunidas eram depois publicadas, inicialmente de forma avulsa, mas a partir de 1874 no Bullettino del Vulcanismo Italiano, um periódico quase integralmente escrito por Rossi que foi a primeira revista integralmente dedicada às ciências da Terra.
Em resultado dos seus estudos, foi dos primeiros cientistas a concluir que os grandes sismos eram apenas manifestações de geodinâmica interna, constituindo os eventos mais significativos entre os constantes tremores que percorrem a crusta da Terra. Caracterizou a distribuição temporal e espacial dos microssismos na Península Itálica e regiões vizinhas, tentando correlacioná-la com variáveis meteorológicas, como a pressão atmosférica e o vento, e astronómicas, como as marés.
Num conjunto de locais, incluindo algumas catacumbas, instalou instrumentos de registo, inicialmente constituídos por longos pêndulos equipados com um estilete, mas depois diversificados para o campo dos modernos microssismógrafos inerciais. Foi também pioneiro na utilização de feixes de luz e de registos fotográficos das oscilações e de microfones modificados para o estudo de infra-sons originados no subsolo.
Instalou numa cavidade escavada sob a sua residência de Verão em Rocca di Papa um observatório privado que equipou com os melhores instrumentos de sismologia e microssismologia então disponíveis. A partir das observações aí feitas, e das recolhidas por mais de uma vintena de correspondentes e de observatórios afiliados, reuniu milhares de registos que analisou e publicou no Bullettino. Por volta de 1880 já eram mais de 100 os observatórios afiliados à rede e já estava constituída uma comissão de coordenação da rede, o Comitato Geologico. Rossi defendia então a necessidade de ser criado um serviço oficial de observação semelhante ao Serviço Meteorológico.
Em 1881, depois do terramoto que destruiu Casamicciola, na ilha de Ischia, o Comitato Geologico obteve do Ministério da Agricultura e Comércio italiano o apoio necessário para que fosse aquele ministério a assumir o financiamento parcial da organização. No ano imediato, com o apoio governamental, foi instalado na sede do Comitato, na via Santa Susanna, em Roma, um Osservatorio ed Archivio Centrale Geodinamico (Observatório e Arquivo Geodinâmico) para o qual Rossi transferiu completamente as suas actividades de observação e publicação e do qual foi nomeado director. Era o primeiro passo na oficialização do serviço de observação.
Um novo desastre sísmico ocorrido em Casamicciola no ano de 1883 levou o governo italiano a uma intervenção ainda mais incisiva: foi criada uma Reale Commissione Geodinamica, presidida pelo senador Pietro Blaserna e da qual Rossi fez parte, que decidiu instituir um Servizio Sismico à escala nacional, prevendo a construção de três observatórios de 1.ª ordem em Catania, Casamicciola e Rocca di Papa. Rossi foi encarregue de projectar o observatório de Rocca di Papa, para aonde transferiu os seus instrumentos pessoais e os do observatório da via Santa Susana. O Osservatorio Geodinamico di Rocca di Papa é actualmente o Museo Geofisico di Rocca di Papa.
Quando o novo observatório de Rocca di Papa estava quase concluído, em 1889, o Serviço Geodinâmico foi separado do Comitato Geologico e passou a depender do Ufficio Centrale di Meteorologia. Esta alteração implicou de facto o afastamento de Rossi da direcção do serviço, apesar de lhe ser confiada a direcção do Osservatorio di Rocca di Papa. Rossi ressentiu-se, desgostando-se do injusto afastamento de um projecto que dominara a sua vida. Essa situação levou a um progressivo desligamento das actividades de investigaçção, dedicando-se apenas ao Bullettino.
Problemas familiares, e o aparecimento da doença que o vitimaria, conduziram a crescentes dificuldades na publicação do Bullettino, que se tornou irregular e pouco frequente. Quase inactivo, faleceu em Rocca di Papa no dia 23 de Outubro de 1898.
Uma escala de dez pontos desenvolvida por Michele Stefano de Rossi e François-Alphonse Forel, e por isso designada por escala Rossi-Forel, foi a primeira escala de intensidade sísmica a recolher aceitação generalizada, sendo durante muitos anos, a escala mais usada para medir a intensidade dos sismos. Foi substituída pela escala de Mercalli, com 12 termos, que assenta sobre a mesma base teórica e sobre o mesmo corpo de observações, podendo por isso ser considerada um desenvolvimento da escala de Rossi e de Forel.

## Principais obras
- La catastrofe di Casamicciola, IV relazione dell'Osservatorio ed Archivio Centrale Geodinamico presso il R. Comitato Geologico-Fenomeni conseguenti, Roma 20 ottobre 1883, cc.13, Archivio Centrale dello Stato, Fondo Ministero Agricoltura, Industria e Commercio, Direzione Generale dell'Agricoltura, V versamento, busta 539, fasc. 317.
- "Autosismografo orario ed economico inventato e descritto dal Prof. Michele Stefano De Rossi", in Bullettino del Vulcanismo Italiano, ano I (1874), pp. 141–148. Roma 1874.
- "Annotazioni sullo stato odierno delle ricerche microsismiche", in Bullettino del Vulcanismo Italiano, Vol.II (1875), pp. 122–126. Roma 1875.
- "Relazione sulle norme e sugli istrumenti economici per le osservazioni microsismiche proposti dal P.T. Bertelli e da M.S.de Rossi", in Atti della Pontificia Accademia dei Nuovi Lincei, ano XXVIII (1875). Roma 1875.
- "Primi risultati delle osservazioni fatte in Roma ed in Rocca di Papa sulle oscillazioni microscopiche dei pendoli, Esperienze e ragionamenti", in Atti della Pontificia Accademia dei Nuovi Lincei, A. XXVIII (1874-1875). Roma 1875.
- "Microsismografo ossia istromento autografico per registrare le osservazioni dei movimenti microscopici del suolo", in Atti della Pontificia Accademia de' Nuovi Lincei, ano  XXIX, (1875-76) pp. 420. Roma 1876.
- ’’Discussione sopra le conclusioni di un articolo del Ch. Prof. P. Monte di Livorno, intitolato Considerazioni sui sismometri, in "Atti della Pontificia Accademia dei Nuovi Lincei", A.XXIX, sess.II. Roma 1876.
- ’’Il microfono nella meteorologia endogena, Studi ed esperienze, in "Bullettino del Vulcanismo Italiano", A.V (1878), fasc. VII-VIII, pp. 99–120. Roma 1878.
- ’’Altri risultati ottenuti sullo studio delle correnti elettriche telluriche, in "Atti della Pontificia Accademia de' Nuovi Lincei", A.XXXII, (1878-79), p. 365. Roma 1879.
- ’’Presentazione di un istrumento sismografico del P.Cecchi, in "Atti della Pontificia Accademia de' nuovi Lincei", A.XXXVI, (1882-83), p. 139. Roma 1883.
- ’’Programma dell'Osservatorio ed Archivio Centrale Geodinamico presso il R. Comitato Geologico d'Italia, in "Bullettino del Vulcanismo Italiano", A.X (1883), pp. 3–91. Roma 1883.
- ’’Relazione a S.E. il ministro di agricoltura, industria e commercio del direttore dell'archivio geodinamico, sui terremoti del febbraio 1887, appendice, in "Bullettino del Vulcanismo Italiano", A.XIV (1887), pp. 10–17. Roma 1887.
- ’’Nuove distribuzioni ed accoppiamenti dati agli avvisatori sismici più usati e nuovo apparecchio registratore, in "Bullettino del Vulcanismo Italiano", A.XIV (1887), pp. 41–45. Roma 1887.
- ’’Nuove discussioni sul valore delle indicazioni del tromometro, in "Bullettino del Vulcanismo Italiano", AA.XV-XVI (1888-89), pp. 65–70. Roma 1889.
- ’’Sull'invenzione del microfono, in "Atti della Pontificia Accademia dei Nuovi Lincei", A.XLII, sess.I (1888-89). Roma 1889.
- ’’Presentazione di una nota del P. Egidi sul pendolo microsismico ed osservazioni sulla medesima, in "Atti della Pontificia Accademia dei Nuovi Lincei", A.XLIII, sess.IV, 16 marzo 1890. Roma 1890.
- ’’Sopra una straordinaria agiatazione microsismica, in "Atti della Pontificia Accademia de' Nuovi Lincei", A.XLIV, (1890-91), p. 47. Roma 1891.
- ’’Sullo scoppio della polveriera di Monteverde come esperimento di sismologia, in "Atti della Pontificia Accademia de' Nuovi Lincei", A.XLVI, (1890-91), p. 192. Roma 1891.
- ’’Nuovo apparecchio per le osservazioni sulle vibrazioni celeri del suolo da appellarsi "sismofono" in "Atti della Pontificia Accademia de' Nuovi Lincei", A.XLV, sess.I (1891). Roma 1892.
- "Rivelazioni dei terremoti lontani fatte dai tromometri", in Atti della Pontificia Accademia de' Nuovi Lincei, ano XLVI, (1892-93), p. 132. Roma 1893